# انتخابات ریاست‌جمهوری ونزوئلا (۲۰۲۴)
انتخابات ریاست جمهوری مقرر است در ۲۸ ژوئیه ۲۰۲۴ در ونزوئلا برای انتخاب رئیس‌جمهور برای یک دوره شش ساله شروع شونده از ۱۰ ژانویه ۲۰۲۵ برگزار شود.
نیکلاس مادورو، رئیس‌جمهور فعلی، برای سومین دوره متوالی رقابت می‌کند. ادموندو گونزالس اوروتیا نماینده پلتفرم واحد، ائتلاف سیاسی اصلی اپوزیسیون است. سایر نامزدهای پیشروی اپوزیسیون ونزوئلا از شرکت در انتخابات در طول مبارزات انتخاباتی خود یا در انتخابات قبلی رد صلاحیت شده‌اند. در ژوئن ۲۰۲۳، ماریا کورینا ماچادو، کاندیدای پیشرو، از سوی دولت ونزوئلا به اتهام جرایم سیاسی از شرکت منع شد. این اقدام از سوی مخالفان به عنوان نقض حقوق بشر سیاسی تلقی شده و از سوی مجامع بین‌المللی مانند سازمان کشورهای آمریکایی، اتحادیه اروپا و دیده‌بان حقوق بشر و نیز کشورهایی مانند کانادا، شیلی، کلمبیا، اکوادور، فرانسه، آلمان، مکزیک، پاراگوئه، انگلستان، ایالات متحده آمریکا و اروگوئه محکوم شده است.
شورای ملی انتخابات (CNE) اعلام کرد که انتخابات در ۲۸ ژوئیه (روزی که هفتادمین سالگرد تولد هوگو چاوز می‌شد) برگزار می‌شود، ثبت نام نامزدها از ۲۱ تا ۲۵ مارس، و مبارزات انتخاباتی که از ۴ تا ۲۵ ژوئیه برگزار می‌شود.
مذاکرات مستقیم بین مقامات ارشد ونزوئلا و ایالات متحده که از اواسط آوریل متوقف شده بود، در اوایل ژوئیه، چند هفته قبل از انتخابات، از سر گرفته شد.

## اعتراضات

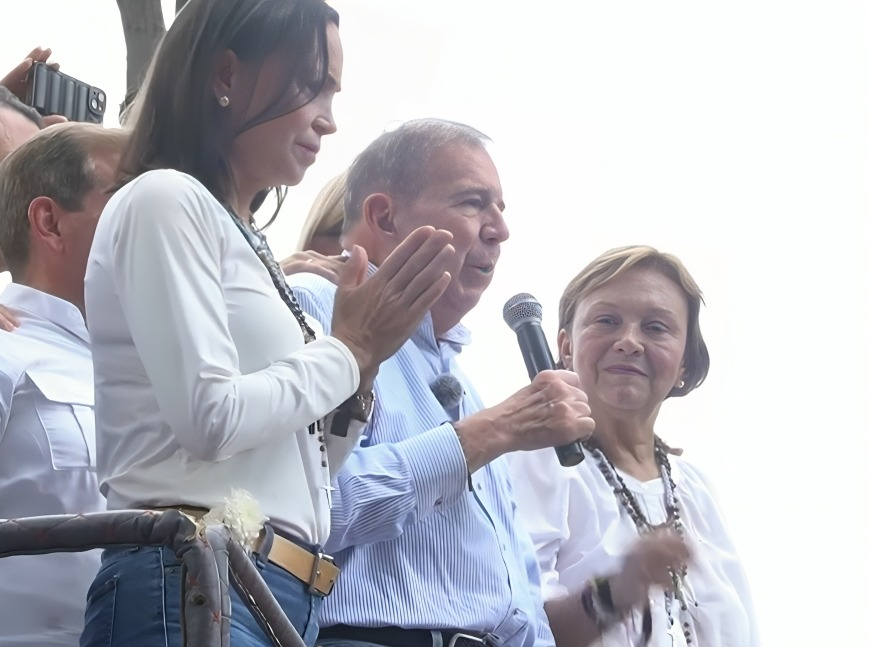
ادموندو گونزالس نامزد انتخابات ونزوئلا

با اعلام پیروزی نیکلاس مادورو در ونزوئلا ناآرامی گسترده‌ای در این کشور آغاز شد. مادورو اعلام کرد دولتش «می‌داند چگونه با این وضعیت مقابله کند و کسانی که خشونت‌طلب هستند را شکست دهد». او بدون ارائه مدرک ادعا کرد که اکثر معترضان، جنایتکارانی پر از نفرت هستند و این اعتراضات در ایالات متحده طراحی شده است. پس از آن که مقامات انتخاباتی ونزوئلا نیکلاس مادورو، رهبر اقتدارگرای این کشور را به‌طور رسمی پیروز انتخابات ریاست جمهوری اعلام کردند، اعتراضات گسترده‌ای در چندین شهر ونزوئلا برگزار شد و معترضان مادورو را به تقلب متهم کردند. در تاریخ هشتم مرداد ۱۴۰۳ در کاراکاس، نیروهای امنیتی برای متفرق کردن انبوه جمعیت معترضان از جمله در نزدیکی کاخ ریاست جمهوری، از گاز اشک‌آور استفاده کردند. در این اعتراضات مردم در حالی که بر قابلمه‌ها می‌کوبیدند، در خیابان‌های اصلی شروع به راهپیمایی کردند و به گفته سازمان حقوق بشری PROVEA در ونزوئلا، گروه‌های مسلح حامی مادورو در برخی مناطق به سمت شرکت کنندگان در این اعتراضات مسالمت‌آمیز تیراندازی کردند. در شهر کورو، مرکز ایالت ساحلی فالکون، تظاهرکنندگان مجسمه مادورو را سرنگون کردند. تحلیلگران پیش‌بینی کردند که با تداوم این اعتراضات، موج جدیدی از ناآرامی‌ها در این کشور آغاز شود. یکی از اعضای اپوزیسیون نیز در شبکه‌های اجتماعی اعلام کرد که نیروهای امنیتی ونزوئلا پس از صدور حکم بازداشت، دو بار تلاش کرده‌اند که وارد سفارت آرژانتین در کاراکاس شوند؛ یعنی جایی که او و پنج نفر دیگر از ماه مارس پناهنده شدند. مرکز نظارت بر مناقشات در این کشور (Venezuelan Conflict Observatory) اعلام کرد که ۱۸۷ اعتراض را در ۲۰ ایالت ثبت کرده است. تا کنون نیز دست‌کم دو نفر یا در ارتباط با شمارش آرا یا در جریان اعتراضات کشته شدند؛ یکی در شب شمارش آراء در ایالت تاچیرا و دیگری روز دوشنبه در اعتراضات شهر ماراکای. طبق گزارش تلویزیون ونزوئلا، از ۱۰۰ درصد رای‌دهندگان ۱۰۹ درصد در انتخابات شرکت کرده‌اند.

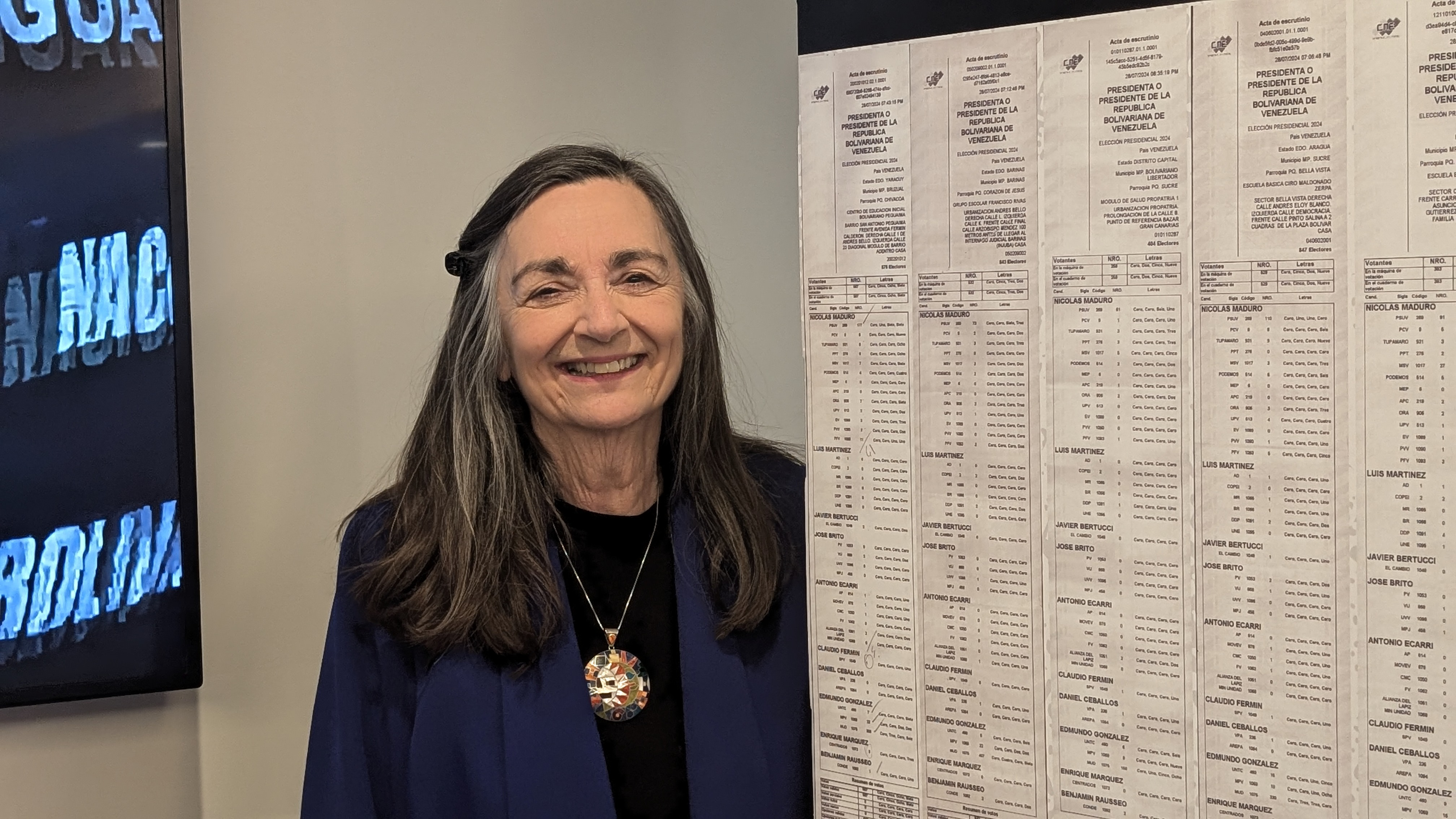
جنی لینکلن، ناظر انتخابات مرکز کارتر، به همراه سوابق رأی‌گیری

شامگاه دوشنبه نیز نیکلاس مادورو اعلام کرد دولتش «می‌داند چگونه با این وضعیت مقابله کند و کسانی که خشونت‌طلب هستند را شکست دهد». او بدون ارائه مدرک ادعا کرد که اکثر معترضان، جنایتکارانی پر از نفرت هستند و این اعتراضات در ایالات متحده طراحی شده است. ایلان ماسک، میلیارد آمریکایی و مالک شرکت‌هایی همچون ایکس و تسلا، با انتشار ویدئویی که حکایت از سرپیچی بخشی از اعضای گارد ملی ونزوئلا از دستورات مادورو برای سرکوب مردم داشت، نوشت: اگر ارتش از اراده مردم حمایت کند، کار برای مادورو تمام است. خورخه رودریگز، قانونگذار حزب حاکم و مدیر ستاد انتخاباتی مادورو، از هواداران خود خواست تا در حمایت از دولت راهپیمایی کنند. ولادیمیر پادرینو، وزیر دفاع این کشور نیز نسبت به تکرار «رویدادهای وحشتناک سال‌های ۲۰۱۴، ۲۰۱۷ و ۲۰۱۹ میلادی» هشدار داد. در آن سال‌ها صدها نفر از معترضان به سیاست‌های دولت که به خیابان‌ها آمده بودند، کشته شدند. در حالی که مادورو و «شورای ملی انتخابات» بر صحت این انتخابات اصرار دارند، اپوزیسیون می‌گوید که نمایندگانش قادر به ورود به مقر شورای ملی انتخابات (CNE) در هنگام شمارش آرا نبودند و مقامات انتخاباتی نیز مانع از بررسی آرای بیشتر شده‌اند. دولت نیکلاس مادورو تقریباً تمام نهادهای دولتی از جمله «شورای ملی انتخابات» را کنترل می‌کند. این شورا پیش از این در سال ۲۰۱۷ میلادی توسط یک شرکت نرم‌افزاری که فناوری رای‌گیری را ارائه می‌دهد، به دستکاری در ارقام مشارکت متهم شده بود. بیش از ۶ میلیون رای در حمایت از اپوزیسیون ائتلاف اپوزیسیون به رهبری «ماریا کورینا ماچادو» پیروزی مادورو را رد کرد. خانم ماچادو همچنین ادموندو گونزالس، رقیب مادورو در این انتخابات، ادعا کردند که کمپین آنها آرای کافی برای تأیید پیروزی گونزالس را جمع‌آوری کرده است. آنها روز دوشنبه اعلام کردند که کپی بیش از ۷۳ درصد از برگه‌های رای‌گیری را به دست آورده‌اند که نشان می‌دهد بیش از ۶ میلیون رای به نفع گونزالس و تنها ۲٫۷ میلیون رای برای مادورو در صندوق‌ها ریخته شده است. بر همین اساس، هر دوی آنها خواستار برگزاری تظاهرات سراسری بیشتر در روز سه‌شنبه شدند. در ونزوئلا شاهدانی که برای نظارت بر شمارش آرا گماشته می‌شوند، حق دارند یک کپی از نتایج شمارش آرا توسط هر دستگاه رای‌گیری را داشته باشند.